# فولفهاغن
فولفهاغن (بالألمانية: Wolfhagen) هي بلدة، مدينة و بلدة ألمانية تقع في كاسل في ألمانيا. يقدر عدد سكانها بـ 13,131 نسمة .

## المدن التوأمة
مدن Tergnier، اردورف و ملدولا هي مدن توأمة لفولفهاغن.